# أمر الله صالح
أمر الله صالح (داري / باشتو: امرالله صالح؛ من مواليد 15 أكتوبر 1972) هو سياسي أفغاني يشغل منصب النائب الأول لرئيس أفغانستان، شغل منصب وزير الداخلية في أفغانستان حتى 19 يناير 2019، ورئيس المديرية الوطنية للأمن (NDS) من عام 2004 حتى استقالته في عام 2010.
قبل أن يترأس المخابرات الأفغانية، كان عضوا في تحالف الشمال بزعامة أحمد شاه مسعود، وفي عام 1997 تم تعيين صالح من قبل مسعود للعمل كمكتب ارتباط للتحالف الشمالي داخل السفارة الأفغانية في دوشانبي، طاجيكستان، والتعامل مع الاتصالات مع المنظمات الدولية غير الحكومية (الإنسانية) ووكالات الاستخبارات.
بعد استقالته من إدارة الأمن الوطني في عام 2010 أنشأ صالح حركة مؤيدة للديمقراطية ومعادية لطالبان تسمى Basej-e Milli (التعبئة الوطنية) وGreen Trend.
في مارس 2017 عيّنه الرئيس أشرف غني وزير دولة للإصلاحات الأمنية. في ديسمبر 2018، عيّنه غني وزيراً للداخلية. استقال من منصب وزير الداخلية في 19 يناير 2019 للانضمام إلى فريق انتخاب أشرف غني.

## السنوات المبكرة
ولد صالح في أكتوبر 1972 في بنجشير في أفغانستان. حيث ينتمي إلى المجموعة العرقية الطاجيكية.

## حياته
في عام 1990 انضم صالح إلى قوات المجاهدين المعارضة من أجل تجنب التجنيد في الجيش الأفغاني المدعوم من السوفييت، وتلقى تدريبات عسكرية في باكستان المجاورة وقاتل تحت قيادة المجاهدين أحمد شاه مسعود.
في أواخر التسعينيات كان صالح عضوًا في التحالف الشمالي (المعروف أيضًا باسم الجبهة المتحدة) وكان يقاتل ضد توسع طالبان،  وفي عام 1997 تم تعيين صالح من قبل مسعود لقيادة مكتب الاتصال الدولي للجبهة المتحدة في سفارة أفغانستان في دوشانبي، طاجيكستان، حيث عمل كمنسق للمنظمات غير الحكومية (الإنسانية) وشريك اتصال لوكالات المخابرات الأجنبية.
بعد هجمات 11 سبتمبر 2001 في الولايات المتحدة شارك صالح في قيادة العمليات الاستخباراتية للجبهة المتحدة على الأرض أثناء الإطاحة بنظام طالبان.

### المديرية الوطنية للأمن
بعد تشكيل جمهورية أفغانستان الإسلامية في ديسمبر 2004 تم تعيين صالح كرئيس للمديرية الوطنية للأمن (NDS) من قبل الرئيس حامد كرزاي،  وبدأ صالح إصلاحات هيكلية وساعد في إعادة بناء جهاز المخابرات الأفغاني،  وينظر المجتمع الدولي إلى صالح ووزير الداخلية السابق حنيف أتمار على أنهما من أكثر أعضاء مجلس الوزراء كفاءة في الحكومة الأفغانية. قال خبير أمني غربي لصحيفة The Guardian إن كلا الرجلين اشتهر «بإزالة الفساد داخل» أجهزتهما.
في عام 2005 أشرك صالح العديد من عملاء إدارة الأمن الوطني في التسلل إلى المناطق القبلية الباكستانية للبحث عن بن لادن وزعماء آخرين في القاعدة وطالبان، حيث تم التعرف على العديد من أعضاء القاعدة لكن تم تحديد أن بن لادن لم يكن في المنطقة. في عام 2006 تم تقديم صالح مع دليل على أن بن لادن كان يعيش في منطقة مستوطنة رئيسية في باكستان على بعد 20 ميلاً من مدينة أبوت آباد في باكستان. وتبادل المعلومات الاستخباراتية مع الرئيس الباكستاني السابق برويز مشرف الذي تجاهل هذا الادعاء بغضب ولم يتخذ أي إجراء.
بعد أن أرسل صالح عملاء يتحدثون لغة الباشتو للتسلل إلى عمليات طالبان في باكستان جمعت إدارة الأمن الوطني معلومات عن منازل المسلحين ومساجدهم وشركاتهم وأسرهم. في ربيع عام 2006 أجرى صالح العديد من المقابلات مع قادة طالبان وبدأت وكالة الاستخبارات الباكستانية في زيادة المساعدات للمسلحين في العام السابق. بناءً على الأدلة توقع صالح أنه بحلول عام 2009، ستشن طالبان هجمات على المدن الجنوبية الرئيسية وتشن تمردًا كاملًا.
في أعقاب الانتخابات الرئاسية الأفغانية لعام 2009 ورد أن آراء الرئيس الأفغاني كرزاي حول القضايا الأمنية التي تواجه أفغانستان وأفضل طريقة للتعامل معها تغيرت. وقد أثر ذلك على علاقة العمل بين الرئيس الأفغاني وبعض وزراء حكومته بمن فيهم رئيس المخابرات. قال صالح: «كان كرزاي يعتقد أن الديمقراطية أضرت به كشخص. تعرضت عائلته لهجوم غير عادل من قبل وسائل الإعلام وكان الغرب ينتقده ظلما لذلك بعد الانتخابات الرئاسية، كان رجلاً متغيرًا ولم يكن لدينا نفس العلاقة كما كانت قبل الانتخابات الرئاسية.» لاحظ المحلل السياسي أحمد رشيد في عام 2010 الأمر نفسه «نظرة كرزاي الجديدة هي التحول السياسي الأكثر دراماتيكية التي مر بها خلال الستة والعشرين عامًا التي عرفته فيها». وفي وقت لاحق كان لكل من صالح ووزير الداخلية حنيف أتمار خلافات قوية مع كرزاي حول كيفية المضي قدمًا ضد طالبان، الذين بدأ كرزاي يشير إليهم بـ «الإخوة». في تلك المرحلة كان صالح وأتمار معزولين بشكل متزايد في إدارة كرزاي.
زار الرئيس أوباما كابول في أواخر مارس 2010 لإلقاء كلمة أمام مجلس الوزراء الأفغاني وإصلاح العلاقات مع حامد كرزاي. وجدد أوباما التزام الولايات المتحدة بأفغانستان قائلاً: «إن الولايات المتحدة لا تستقيل بمجرد أن تبدأ في شيء ما». وأوضح صالح لأوباما أن «الباكستانيين يعتقدون أن الغرب قد خسر» في أفغانستان، وأن وكالة الاستخبارات الباكستانية تسعى لاستغلال «الانقسام بين أوروبا والولايات المتحدة». وأوصى «بتعاون مكثف» بين الولايات المتحدة وأفغانستان لمنع الجماعات المتطرفة من استعادة السلطة.
في أوائل عام 2010، اقترب رجل أفغاني من إدارة الأمن الوطني مدعيا أنه يمثل قائد طالبان البارز الملا أختار محمد منصور. وقدم رسالة يُزعم أن منصور كتبها، قال إن منصور مهتم بفتح قناة للمفاوضات. بدأ رجال صالح باختبار أوراق اعتماد الرسول المفترض، وحكموا عليها بأنها زائفة، وأغلقوا القضية. ثم اقترب الرجل من مؤسسات حكومية أفغانية أخرى. يروي صالح: «عندما علمت... أنه يسير في طريق مختلف، حذرت الحكومة من أنه إذا كان هذا هو أمين الله، إذا كان يدعي ذلك، وإذا كان هذا الرجل، صدقوني، فهو لا يمثل أحداً. ؛ انها عملية احتيال.. .. كن حذرا. هذا ليس منصور. ولكن كان هناك تصور بأن أمر الله يعارض المحادثات، لذلك دعونا ننحيه». وعقد الرجل الأفغاني، الذي كان يعيش في باكستان حيث يوجد مجلس قيادة طالبان، ثلاثة اجتماعات مع مسؤولي الناتو والأفغان. بعد أن تم نقله من باكستان إلى كابول على متن طائرة تابعة لحلف شمال الأطلسي، التقى الرجل بالرئيس كرزاي في القصر الرئاسي. في أواخر عام 2010، اتضح أن الممثل المفترض لمنصور كان محتالًا كما حذر صالح سابقًا. كتبت صحيفة نيويورك تايمز : «في حلقة كان من الممكن إزالتها من رواية تجسس، يقول المسؤولون الأمريكيون والأفغان الآن أن الرجل الأفغاني كان محتالاً».

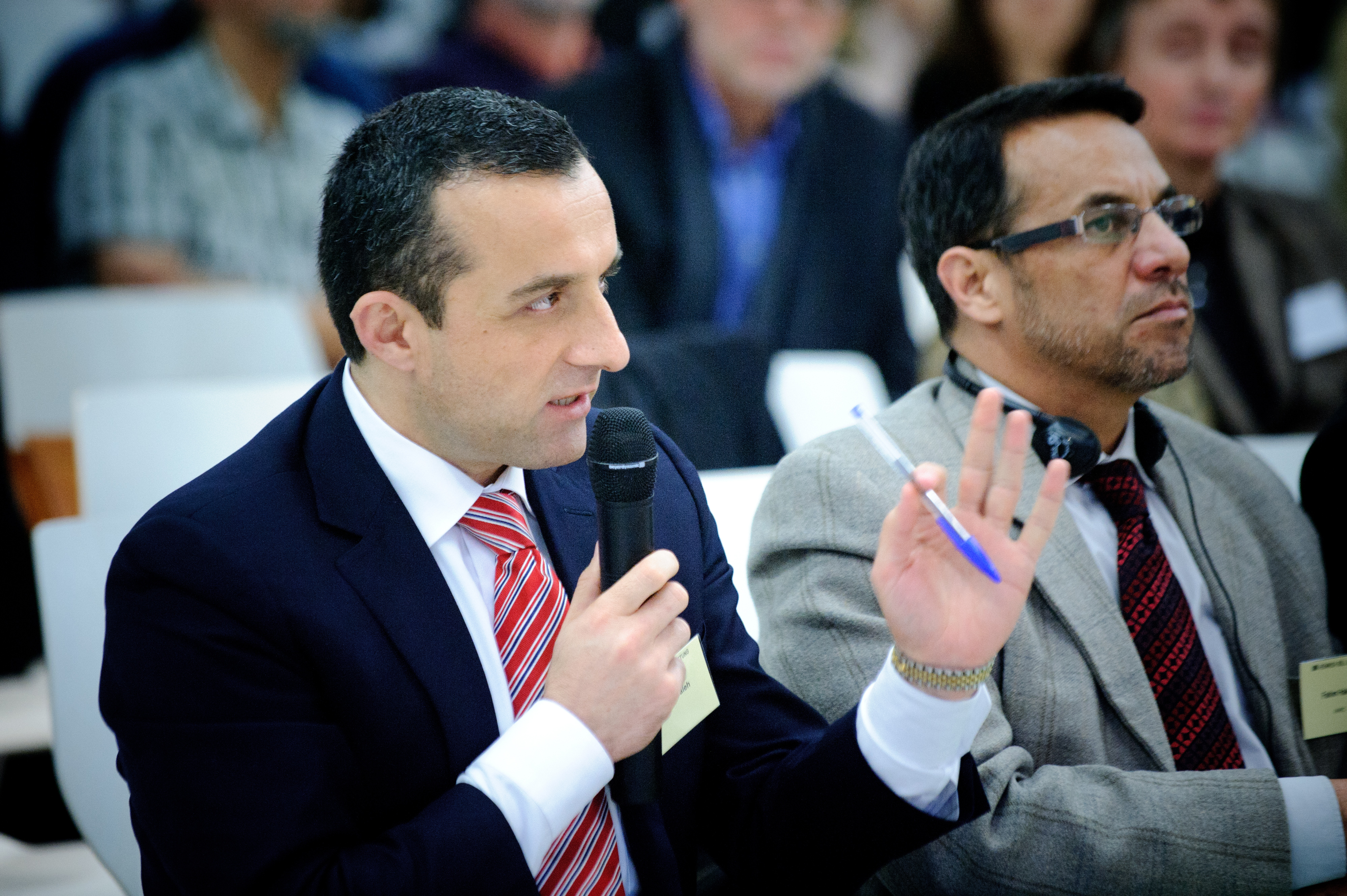
أمر الله صالح في مؤتمر دولي أواخر 2011.

في 6 يونيو 2010 استقال صالح من إدارة الأمن الوطني بينما استقال أتمار من منصبه كوزير للداخلية بعد هجوم متشدد ضد مجلس السلام الوطني على الرغم من عدم مقتل أو إصابة أي شخص واعتقال المهاجمين. بعد أيام قليلة من انعقاد الجيرغا استدعى كرزاي أتمار وصالح لمناقشة الهجوم على المجلس، وبعد الاجتماع استقال الرجلان رسميًا بسبب الفشل في وقف الهجوم على مجلس النواب.
وكتبت CNSNews: "قال صالح للصحفيين إنه قدم استقالته من منصب المدير العام للأمن القومي لأنه فقد ثقة كرزاي نتيجة الهجوم. وقال إنه وأتمار أطلعا الرئيس على الاستعدادات الأمنية لمجلس الجيرجا" لكن كرزاي لم يرض. لذلك شعر بأنه غير قادر على الاستمرار في منصبه. وقال أيضًا إن هناك "عشرات" من الأسباب لترك منصبه، لكنه لم يشرح أسبابًا أخرى ". أدت استقالة الرجلين إلى مخاوف واسعة النطاق بين الخبراء الأفغان. تم الإعراب عن مخاوف بشأن الاتجاه الذي كانت تتحرك فيه البلاد.
وفقًا للسفير هانك كرومبتون من وكالة المخابرات المركزية، الذي قاد عملية الحرية الدائمة في أفغانستان في عام 2001، كان لدى صالح «مهارات تقنية جيدة وسمات قيادية ناشئة». كما كتب السفير كرومبتون في كتابه الأخير أنه وجد صالح «شابًا ورائعًا وصادقًا ومخلصًا لأفغانستان حرة».
وجاءت استقالة صالح وأتمار وسط خلاف حاد بين حامد كرزاي وأمر الله صالح حول كيفية المضي قدما ضد طالبان. وقال داود سلطانزوي، عضو البرلمان الأفغاني، إنه لاحظ أن الخلاف بين كرزاي من جهة وأعضاء الحكومة مثل صالح وأتمار من الجانب الآخر كان مستمرًا منذ فترة. ألقى صالح باللوم علنًا على باكستان لدعمها لطالبان والجماعات المتطرفة الأخرى، وقال إن المحادثات مع طالبان يجب أن تتم ولكن ليس على حساب الهياكل الديمقراطية. في غضون ذلك، كان كرزاي يعلق آماله بشكل متزايد على محاولاته للتوصل إلى اتفاق سري مع طالبان وباكستان. وحثت باكستان مرارا كرزاي على عزل صالح من منصبه.
غطت وسائل الإعلام الأفغانية الاستقالات على نطاق واسع مع صحيفة "هاشتي صبح" الليبرالية بعنوان: "استقالة أطمار وصالح: محاسبة للشعب أم تحية لباكستان؟ وقال صالح إنه يعتبر كرزاي وطنيًا، لكن الرئيس كان يخطئ إذا كان يخطط للاعتماد على الدعم الباكستاني بينما تحاول باكستان إعادة فرض طالبان.
وأوضح صالح في برنامج Hard Talk على بي بي سي أن كرزاي في أمله في التوصل إلى اتفاق مع طالبان وISI الباكستانية من خلال سياسة الاسترضاء قد أدى إلى نفور حلفائه الداخليين وكذلك حلفاء أفغانستان الخارجيين وقوض معنويات قوات الأمن الأفغانية.
أفيد في عام 2010 أن المخابرات الداخلية (ISI) وطالبان «اعتبروا صالح كأشرس خصومهم». بعد ذلك، أسس باسيج ميلي (التعبئة الوطنية) والحركة الخضراء كحركة مؤيدة للديمقراطية ومعادية لطالبان.

### جدل بن لادن - مشرف
صرح صالح مرارًا وتكرارًا أن المخابرات الأفغانية صدقت وشاركت معلومات عن اختباء أسامة بن لادن في منطقة قريبة من أبوت آباد، باكستان، قبل أربع سنوات من مقتل (بن لادن) هناك على يد القوات الأمريكية. وكان صالح قد تبادل المعلومات مع الرئيس الباكستاني برويز مشرف الذي رفض بغضب الادعاء بعدم اتخاذ أي إجراء.
في وقت مبكر من عام 2004، قرر العملاء الذين يعملون لصالح المخابرات الأفغانية أن بن لادن كان يعيش في منطقة مستوطنة رئيسية في باكستان نفسها، بدلاً من المناطق القبلية شبه المستقلة على الحدود الأفغانية الباكستانية، حسبما قال أمر الله صالح لصحيفة الغارديان. قاد صالح والمخابرات الأفغانية إلى هذا الاستنتاج «آلاف تقارير الاستجواب» والافتراض بأن بن لادن «مليونير متعدد الزوجات وليس له خلفية قاسية لن يعيش في خيمة». «كنت على يقين من أنه كان في المناطق المستقرة في باكستان لأنه في عام 2005 كان لا يزال من السهل جدًا التسلل إلى المناطق القبلية، وكان لدينا أعداد هائلة من المخبرين هناك. يمكنهم العثور على أي عربي ولكن ليس بن لادن».
في عام 2007، حدد الأفغان على وجه التحديد منزلين آمنين للقاعدة في منشيرا، وهي بلدة على بعد أميال فقط من أبوت آباد، مما دفعهم إلى الاعتقاد بأن بن لادن ربما كان مختبئًا هناك. لكن أمر الله صالح يقول إن الرئيس الباكستاني برويز مشرف حطم قبضته بغضب على طاولة عندما قدم صالح المعلومات إليه خلال اجتماع شارك فيه الرئيس الأفغاني حميد كرزاي. وبحسب صالح قال: هل أنا رئيس جمهورية الموز؟ ثم التفت إلى الرئيس كرزاي وقال، «لماذا أحضرت هذا الرجل البنجشيري ليعلمني المخابرات؟»
يكتب صحفي في بي بي سي يواجه مشرف بمزاعم صالح: «إن الزعيم الباكستاني السابق يلعب دور الوسيط النزيه بشكل جيد للغاية.. .. [لكن] هذا هو الوقت الذي يبدأ فيه تمويه السيد مشرف في الانزلاق. جوهر الادعاء الذي يتعامل معه مثل السياسي (كان في الواقع قضية هوية خاطئة تتعلق بوكالة المخابرات المركزية، كما يقول). لكنه غاضب من ذكر اسم أمر الله صالح». متهماً صالح بـ «الوقاحة» و«التواضع»، قال مشرف: «أمر الله صالح لم يعجبني قط، وبالتالي ليس له الحق في تقديم أي شيء لي».
ومع ذلك، فقد توصل تقرير تحليلي صدر في ديسمبر 2011 عن مؤسسة جيمستاون إلى استنتاج مفاده أنه «على الرغم من نفي الجيش الباكستاني، تظهر أدلة على أن عناصر داخل الجيش الباكستاني آوت أسامة بن لادن بعلم قائد الجيش السابق الجنرال برويز مشرف وربما رئيس أركان الجيش الحالي الجنرال أشفق برويز كياني. كشف قائد الجيش الباكستاني السابق الجنرال ضياء الدين بوت (المعروف أيضًا باسم الجنرال ضياء الدين خواجة) في مؤتمر حول العلاقات الباكستانية الأمريكية في أكتوبر 2011 أنه وفقًا لمعرفته فإن المدير العام السابق لمكتب المخابرات الباكستاني (2004-2008)، العميد إجاز شاه (متقاعد)، أبقى أسامة بن لادن في منزل آمن لمكتب المخابرات في أبوت آباد.»  وقال الجنرال الباكستاني ضياء الدين بات إن بن لادن كان مختبئا في أبوت آباد «بمعرفة كاملة» من برويز مشرف. ونفى بات في وقت لاحق الإدلاء بأي تصريح من هذا القبيل.

### النشاط بعد الاستقالة

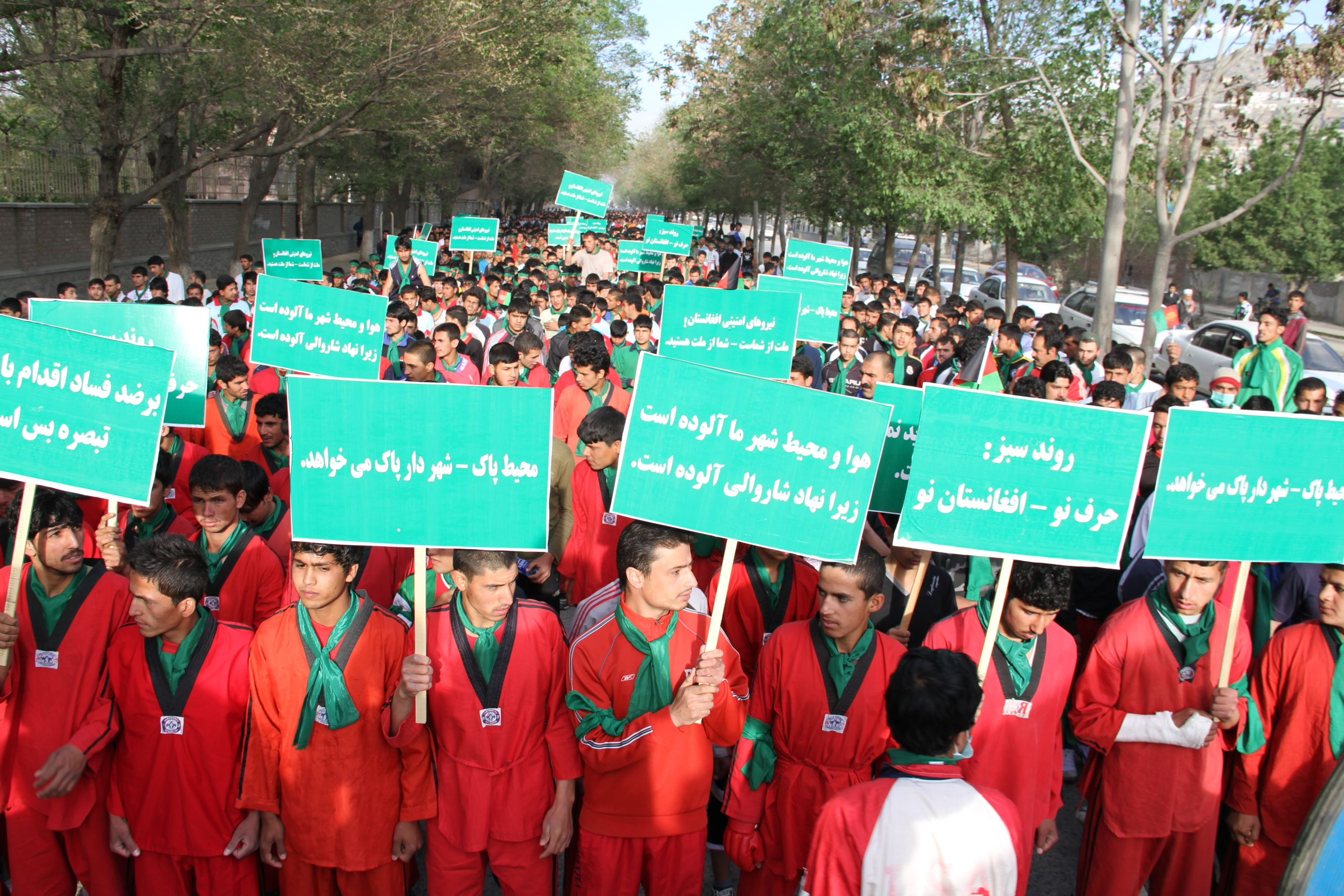
مسيرة الاتجاه الأخضر الأفغاني في كابول في مايو 2013

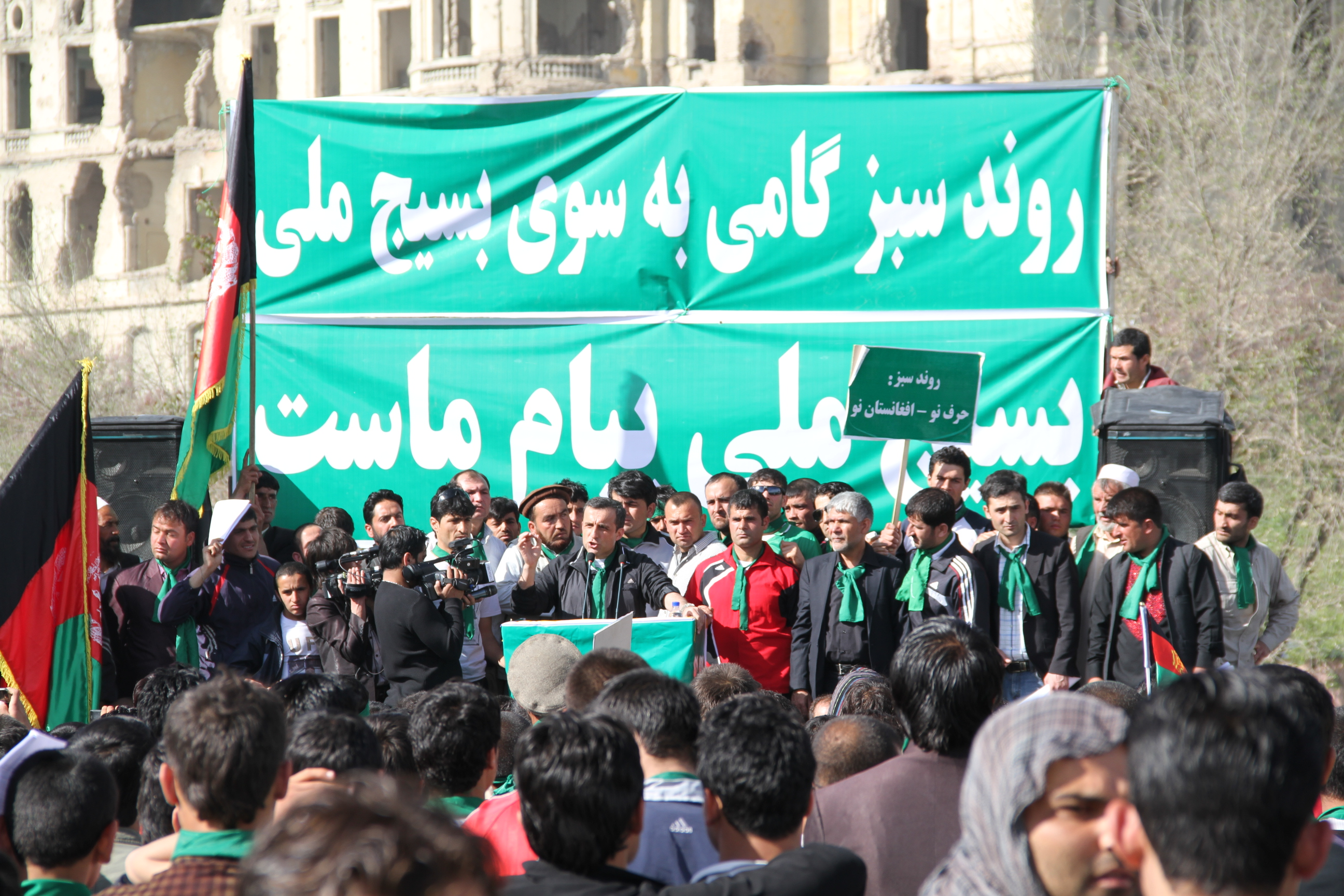
أمر الله صالح يخاطب تجمع الشباب في كابول في مايو 2013

في عام 2011 أطلق صالح حملة سلمية للتحذير من أن حامد كرزاي فقد قناعته في القتال ضد طالبان وكان يسعى إلى حل وسط يمكن أن يأتي على حساب الديمقراطية والاستقرار وحقوق الإنسان وخاصة حقوق المرأة، وانتقد سياسة كرزاي التي وصفها بأنها «خطأ فادح ووصفة لحرب أهلية».
أسس أمر الله صالح حركة باسيج ملي (الحركة الوطنية)، المعروفة أيضًا باسم التيار الأخضر لأفغانستان، وهي حركة سياسية نجحت في ترسيخ نفسها في أفغانستان. في مايو 2011، شارك حشد من الأتباع في مظاهرة مناهضة لطالبان في العاصمة كابول.
في ديسمبر 2011 انتقد صالح أيضا فساد حكومة كرزاي، وحذر من أنه إذا لم تلتزم الحكومة الأفغانية بالإصلاحات الضرورية ومحاربة الفساد فإن عام 2014 - عندما تخطط القوات الدولية لوضع اللمسات الأخيرة على إستراتيجية الخروج - سيكون «عام التحديات وليس الفرص». وأكد صالح بشكل خاص على الحاجة إلى إصلاحات جوهرية في اللجنة الانتخابية المستقلة في أفغانستان.

### كوزير للداخلية
عين الرئيس أشرف غني صالح في منصب وزير الداخلية الجديد في 23 ديسمبر 2018، في تغيير كبير في المناصب الأمنية الحكومية، وفي نفس الوقت عين أسد الله خالد وزيرا للدفاع. حيث زعمت وسائل الإعلام أن منتقدي صالح وخالد الصريحين المناهضين لطالبان يمكن أن يساعدوا في كبح جماح حركة طالبان سواء في الجيش أو في محادثات السلام الجارية بينهما.
ذكرت صحيفة نيويورك تايمز أن صالح تعهد بتقليل تأثير أمراء الحرب والرجل القوي على شرطة الولاية في كابول. اتخذ صالح والجنرالات خطوات مثل الاستيلاء على سيارات تعود إلى سياسيين نافذين. بالإضافة إلى ذلك، دخل أمر على مستوى البلاد إلى قانون يحظر ظهور حراس مسلحين في شاحنات صغيرة تتعقب أي شخص ما لم يكن من مسؤولي الجيش أو الداخلية أو المخابرات.
في 19 يناير 2019 استقال صالح من منصب وزير الداخلية لينضم إلى فريق انتخاب أشرف غني.

## محاولات اغتيال
في 28 تموز / يوليو 2019 دخل ثلاثة مسلحين مكتب صالح في كابول بعد أن فجر انتحاري نفسه، حيث قُتل ما لا يقل عن 20 شخصًا وأصيب 50 آخرون في تفجير انتحاري واشتباك مسلح في مكتبه، لم يصب صالح في الهجوم. فقد صالح العديد من زملائه واثنين من أبناء أخيه في الهجوم. وأدان المجتمع الدولي بما في ذلك الاتحاد الأوروبي الهجوم عليه.
في 9 أيلول / سبتمبر 2020: أصيب صالح بانفجار عبوة ناسفة في كابُل، ما أسفر عن مقتل عشرة أشخاص. وأصيب خمسة عشر مدنيا بجروح بينهم عدد من حراسه. ونفت طالبان مسؤوليتها فيما نشر صالح مقطع فيديو على فيسبوك بعد الانفجار بضمادات على يده اليسرى وحروق في وجهه. قال إنه كان مسافرا إلى مكتبه مع ابنه عندما وقع الهجوم. ولم تعلن أي جهة مسؤوليتها عن التفجير.